# الحديقة المعلقة

## الممثلون
- كيوكو كويزومي - إيريكو كيوباشي
- آني سوزوكي - مانا كيوباشي
- اتسوجي اتاو - تاكاشي كيوباشي
- ماساهيرو هيروتا - كو كيوباشي
- جون كيونيمورا - شقيق إيريكو
- اييتا - تيزوكا
- هيرومي ناغاساكو - أساكو ايزوكا
- ميتشيو اوكوسو - ساتوكو كينوساكي

## الجوائز
- كيوكو كويزومي - أفضل ممثلة، 2006 - جوائز الشريط الأبيض
- كيوكو كويزومي -أفضل ممثلة، 2006 - جوائز نيكان للأفلام الرياضية

## روابط خارجية
- الحديقة المعلقة على موقع IMDb (الإنجليزية)
- الحديقة المعلقة على موقع أول موفي (الإنجليزية)
- الحديقة المعلقة على موقع فيلمافينيتي (الإسبانية)
- الحديقة المعلقة على موقع قاعدة بيانات الفيلم (الإنجليزية)
- الحديقة المعلقة على موقع ليتربوكسد (الإنجليزية)
- الحديقة المعلقة على موقع كينوبويسك (الروسية)